# Ampelisca incerta
Ampelisca incerta är en kräftdjursart. Ampelisca incerta ingår i släktet Ampelisca och familjen Ampeliscidae. Inga underarter finns listade i Catalogue of Life.